# Оноре II Савойський
Оноре II Савойський (італ. Onorato II di Savoia-Villars, фр. Honorat II de Savoie; 4 червня 1511 — 20 вересня 1580) — військовий та державний діяч Французького королівства, маршал, адмірал.

## Життєпис
Походив з Савойського дому, гілки Тенде. Син Рене Савойського, графа Віяра, що був позашлюбним сином Філіппа II, герцога Савойї. Його матір'ю була Анна, що належала до роду Ласкаріс-Вінтіміль. Народився 1511 року. Здобув класичну освіту. Опинився при дворі короля Франції.
1524 року отримав від французького короля Франциска I (свого стриєчного брата по матері) сеньйорії Сент-Менеулд, Пассаван та Вассі. 1525 року втратив батька. 1531 року отримав графство Віяр. 1536—1537 роках брав участь у бойових діях в Пікардії проти іспанських військ.
1540 року оженився з представницею аристократичного роду де Фуа. Як посаг отримав віконтство Кастільон-сюр-Дордонь, баронство Монпезат, Егільйон, Мадайлан, Сент-Лівраде.
1552 року брав участь у військовому поході до Лотарингії. 1553 року сприяв захисту Едена від іспанців. 1557 року зазнав тяжкого поранення у битві при Сен-Квентині.
Був ревним прихильником католицької партії при дворі, жорстко апелюючи проти гугенотів. У 1563—1566 роках супроводжував нового короля Карла IX під час Великої подорожі. 1565 року отримав титул маркіза Віяр. 1567 року брав участь в Ассамбелії Великих французів. Згодом брав участь у релігійних війнах, відзначившись у битвах біля Сен-Дені 1567 року та Монконтурі 1569 року.
1570 року призначено генерал-лейтенантом Гієні. 1571 року стає маршалом Франції. Брав участь у Варфоломіївській ночі 1572 року. Того ж року призначено адміралом Франції та Левантійського моря. Також отримав графство Тенде (після смерті свого небожа Оноре I). 1573 року займався репресіями проти гугенотів у Гієні. 1578 року пішов у відставку з посади адмірала. 1579 року стає лицарем ордену Святого Духу. Помер у Парижі 1580 року.

## Родина
Дружина — Жанна-Франсуаза, донька графа Алена де Фуа-Кандала.
Діти:
- Генрієтта (д/н—1611), дружина: 1) Жана IX Крекі; 2) Мельхіор де През; 3) Карла де Гіз, герцог Майєн
- 2 сини померли при народженні